# مستشفى بيت حانون الحكومي
مستشفى بيت حانون الحكومي هو أحد مستشفيات وزارة الصحة الفلسطينية العاملة في قطاع غزة.

## التأسيس
بدأ بناء المستشفى في عام 2001 على مساحة قدرها 2500 متر مربع، وتم تشغيله بشكل طارئ في 15 يوليو 2006 جراء الاجتياحات الإسرائيلية وفي 20 سبتمبر 2006 افتتح بشكل رسمي.
يضم المستشفى الذي سعته 65 سريرًا الأقسام الطبية التالية: الجراحة العامة وجراحة الأطفال، والباطنة، الأنف والأذن والحنجرة، العمليات، الطوارئ، العيادات الخارجية، المختبر والأشعة والصيدلية.

## التاريخ

### 2023
في 9 أكتوبر 2023 وخلال معركة طوفان الأقصى، أعلنت وزارة الصحة الفلسطينية عن توقف الخدمات الطبية والصحية في المستشفى نتيجة استهداف جيش الاحتلال الإسرائيلي المتكرر والمباشر للمستشفى والمنطقة المحيطة به حيث تضررت أجزاء واسعة منه، كما أثر سلبًا على قدرة الطواقم العاملة من الوصول إلى المستشفى وخروجها منه بأمان.